# 노근리사건희생자심사및명예회복위원회
노근리사건희생자심사및명예회복위원회는 노근리 양민 학살 사건의 희생자 및 그 유족의 심사·결정과 명예회복에 관한 사항을 심의·의결하기 위하여 설치된 대한민국 국무총리 소속의 행정위원회이다. 주관부처는 행정안전부이다.

## 설치 근거
- 노근리사건 희생자 심사 및 명예회복에 관한 특별법

## 심의 의결사항
- 희생자 및 그 유족의 심사·결정에 관한 사항
- 희생자 및 그 유족의 명예회복에 관한 사항
- 위령탑건립 등 위령사업에 관한 사항
- 노근리사건 희생자심사보고서 작성에 관한 사항
- 가족관계등록부의 작성에 관한 사항
- 그 밖에 희생자심사와 명예회복을 위하여 필요하다고 인정하는 사항

## 조직
- 위원장 : 국무총리
- 위원 : 총 16명 (당연직 9, 위촉직 7)
  - 당연직 : 국무총리, 기획재정부장관, 외교통상부장관, 법무부장관, 국방부장관, 행정안전부장관, 보건복지부장관, 법제처장, 충청북도지사
  - 위촉직 : 학계2명, 법조계2명, 기타3명

## 운영
- 본회의
- 분과회의
  - 실무위원회
  - 소위원회
  - 위령사업자문위원회
  - 의료지원자문위원회

## 같이 보기
- 노근리 양민 학살 사건
- 노근리쌍굴다리